# Marcos García Barreno

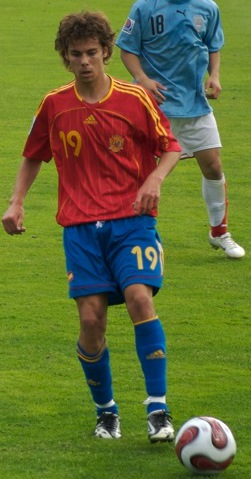
Marcos García Barreno (2007)

Marcos García Barreno (Sant Antoni de Portmany, 21 maart 1987), voetbalnaam Marcos, is een Spaans voetballer. Hij speelt als vleugelaanvaller bij Villarreal CF

## Clubvoetbal
Marcos debuteerde op 24 september 2006 voor Villarreal CF in de Primera División. Tegen Real Zaragoza verving hij een kwartier voor tijd José Mari. Zijn eerste doelpunt maakte Marcos op 20 december 2006 tegen Racing de Santander.

## Nationaal elftal
Marcos speelde voor verschillende Spaanse jeugdelftallen en hij werd met het elftal onder-17 vice-kampioen op het Europees kampioenschap van 2003. In 2007 nam Marcos deel aan het WK Onder-20 in Canada. Hij scoorde in de laatste groepswedstrijd tegen Jordanië.